# Diaspora Suriname Internationaal
Diaspora Suriname Internationaal (DSI) is een Surinaams platform voor Surinamers in binnen- en buitenland.
De organisatie heeft tot doel om Surinamers en de diaspora wereldwijd met elkaar te verbinden. Het initiatief werd genomen door Hemant Jaikaran, tevens de oprichter van de Nacional Soccer Academy Suriname, en zijn persoonlijke assistent Vivian Djojosemito.
Het platform is virtueel en multifunctioneel opgezet. Een belangrijk doel is het aangaan van internationale partnerschappen tussen Surinamers onderling. De bedoeling is om Suriname hiermee sneller te laten ontwikkelen, door deskundigheid en kapitaal te bundelen. Er wordt gericht op partnerschappen op gebieden als economie, entertainment, politiek, sport en toerisme. Daarnaast wordt aandacht geschonken aan sociale projecten en partnerschappen in zaken doen.

## Bestuur
Tijdens de oprichting bestond het bestuur uit de volgende leden die zowel in Suriname als in de diaspora wonen:
- Voorzitter: Hemant Jaikaran, vastgoedondernemer, voormalig eigenaar van FCS Nacional en eigenaar van de Nacional Soccer Academy Suriname
- Ondervoorzitter: Chantal Tangali, communicatiecoördinator NII, redacteur bij de Surinaamse Televisie Stichting
- Secretaris: Sieske Rama, danseres, choreografe en presentatrice van Multi Kulti
- Penningmeester: Harry Balgobind, voormalig Fries Statenlid en welzijnswerker
- Edgar Dikan, oud-minister van Regionale Ontwikkeling
- Jack Mangalie, keeperstrainer van het Surinaams voetbalelftal, Ajax en Almere City
- Louis Alfaisie, journalist, filmmaker en bestuurder
- Ray Darsan, voorzitter Stichting Jongeren en Migranten Omroep Rotterdam
- Frans Pinas, voormalig presentator van Radio Stanvaste
- David van IJzendoorn, directeur van Webcreative Suriname
- Rashmi Bajnath, webbeheerder